# Ptilomyia setulosa
Ptilomyia setulosa är en tvåvingeart som först beskrevs av Cresson 1918.  Ptilomyia setulosa ingår i släktet Ptilomyia och familjen vattenflugor.
Artens utbredningsområde är Costa Rica. Inga underarter finns listade i Catalogue of Life.